# Synagoga w Suboticy

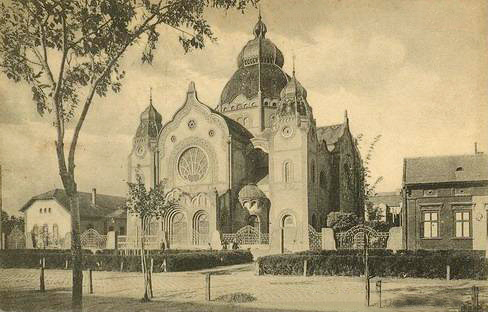
Zdjęcie synagogi sprzed I wojny światowej

Synagoga w Suboticy (serb. Синагога у Суботици / Sinagoga u Subotici) – synagoga znajdująca się w Suboticy w Serbii, przy placu Rewolucji Październikowej (serb.Трг Октобарске Револуције / Trg Oktobarske Rewolucije).
Synagoga została zbudowana w 1902 roku w stylu secesyjnym z elementami charakterystycznymi dla sztuki węgierskiej. Została zaprojektowana przez dwóch architektów z Budapesztu: Marcela Komora i Dieżo Jakaba, którzy mieli już na koncie projekty innych ważnych budynków w mieście (m.in. "Domu Miejskiego"). Wykorzystali oni już gotowy projekt synagogi w Segedynie, który przegrał wcześniej z projektem Lipota Baumhorna.